# Carolina Yuste
Carolina Ortega Yuste (Badajoz, 1991) é uma atriz espanhola. Em 2019, ganhou o Prêmio Goya de melhor atriz coadjuvante pelo seu papel no filme Carmen y Lola.